# Conus locumtenens
Conus locumtenens é uma espécie de gastrópode do gênero Conus, pertencente à família Conidae.